# FK NFK Krumkachy Minsk
Maillots
Le Futbolny Klub NFK Krumkachy Minsk, plus couramment abrégé en Krumkachy Minsk (en russe : Крумкачы Минск, et en biélorusse : Крумкачы Мінск), est un club biélorusse de football fondé en 2011 et basé à Minsk, la capitale du pays.

## Histoire
Le club est fondé en 2011 par un groupe de fans s'étant retrouvés sur le forum du journal sportif biélorusse PressBall et évolue dans un premier temps dans les divisions amateurs du championnat biélorusse,.
Le Krumkachy rejoint la troisième division biélorusse en 2014, terminant troisième du groupe B avant de finir deuxième de la phase finale pour obtenir une accession directe en deuxième division. La saison 2015 s'avère également un succès pour le club qui termine une nouvelle fois troisième et enchaîne une deuxième promotion d'affilée, intégrant la première division pour la saison 2016.
Après une onzième place lors de sa première saison, le club termine à la treizième place lors de la saison 2017 mais finit par être rétrogradé en troisième division peu avant le début de la saison 2018 en raison de problèmes de licence et de dettes envers les joueurs. Il termine deuxième du troisième échelon à l'issue de la saison 2018 et fait son retour en deuxième division.
Le club change de nom en fin d'année 2018 pour devenir le NFK, afin de se démarquer de l'ancienne entité Krumkachy que la fédération biélorusse a interdit d'inscription en championnat de deuxième division. Ce nouveau nom est un acronyme pour « Незвычайна фантастычная каманда » qui signifie littéralement « Équipe exceptionnellement fantastique ». Il termine par la suite huitième lors de l'exercice 2019.
Au mois de mars 2020, un nouveau changement d'appellation est annoncé, les deux noms précédents étant associés pour donner le NFK Krumkachy. Par la suite, le club parvient à se placer dans le peloton de tête dans le cadre de la promotion avant de finalement se classer troisième, lui permettant de prendre part au barrage de promotion. Il échoue cependant à la montée en étant battu par le FK Sloutsk sur le score de 4 buts à 1. Après avoir réitéré cette performance l'année suivante, le Krumkachy se heurte de nouveau à la barrière des barrages en s'inclinant cette fois devant le Slavia Mazyr (0-1).

## Bilan par saison
| Saison | Championnat  | Championnat | Championnat | Championnat | Championnat | Championnat | Championnat | Championnat | Championnat | Championnat | Coupe de Biélorussie |
| Saison | Division     | Pos         | Pts         | J           | V           | N           | D           | BP          | BC          | Diff        | Coupe de Biélorussie |
| ------ | ------------ | ----------- | ----------- | ----------- | ----------- | ----------- | ----------- | ----------- | ----------- | ----------- | -------------------- |
| 2014   | 3e groupe B  | 3e          | 40          | 22          | 13          | 1           | 8           | 48          | 34          | +14         | N/A                  |
| 2014   | Phase finale | 2e          | 29          | 14          | 9           | 2           | 3           | 24          | 14          | +10         | N/A                  |
| 2015   | 2e           | 3e          | 60          | 30          | 19          | 3           | 8           | 67          | 45          | +22         | Deuxième tour        |
| 2016   | 1re          | 11e         | 33          | 30          | 9           | 6           | 15          | 24          | 39          | -15         | Seizièmes de finale  |
| 2017   | 1re          | 13e         | 25          | 30          | 5           | 10          | 15          | 26          | 47          | -21         | Seizièmes de finale  |
| 2018   | 3e           | 2e          | 72          | 28          | 23          | 3           | 2           | 80          | 16          | +64         | Quarts de finale     |
| 2019   | 2e           | 8e          | 40          | 28          | 11          | 7           | 10          | 41          | 38          | +3          | Deuxième tour        |
| 2020   | 2e           | 3e          | 52          | 26          | 16          | 4           | 6           | 46          | 28          | +18         | Seizièmes de finale  |
| 2021   | 2e           | 3e          | 60          | 33          | 17          | 9           | 7           | 58          | 31          | +27         | Huitièmes de finale  |

Légende
- Promotion en division supérieure
- Relégation en division inférieure

## Entraîneurs
La liste suivante présente les différents entraîneurs du club.
- Oleg Leontiev (avril 2014-mai 2014)
- Aleksandr Bogaïtchouk (mai 2014-avril 2015)
- Denis Chounto (avril 2015-mai 2015)
- Oleg Dulub (en) (mai 2015-octobre 2016)
- Vassili Khomutovski (octobre 2016-janvier 2017)
- Volodymyr Pyatenko (en) (janvier 2017-mai 2017)
- Alekseï Kuchuk (en) (mai 2017-mai 2019)
- Sergueï Kouzminitch (mai 2019-décembre 2020)
- Oleg Dulub (en) (janvier 2021-juin 2021)
- Sergueï Kozeka (en) (intérim) (juin 2021-juillet 2021)
- Oleg Kubarev (en) (juillet 2021-janvier 2022)

## Historique du logo

2011-2018
2019
depuis 2020